# Ara vert
Ara severus
Espèce
Répartition géographique
Statut de conservation UICN

 LC  : Préoccupation mineure
Statut CITES
L'Ara vert (Ara severus), dit aussi Ara sévère, est une espèce d'oiseaux de la famille des Psittacidae.

## Description

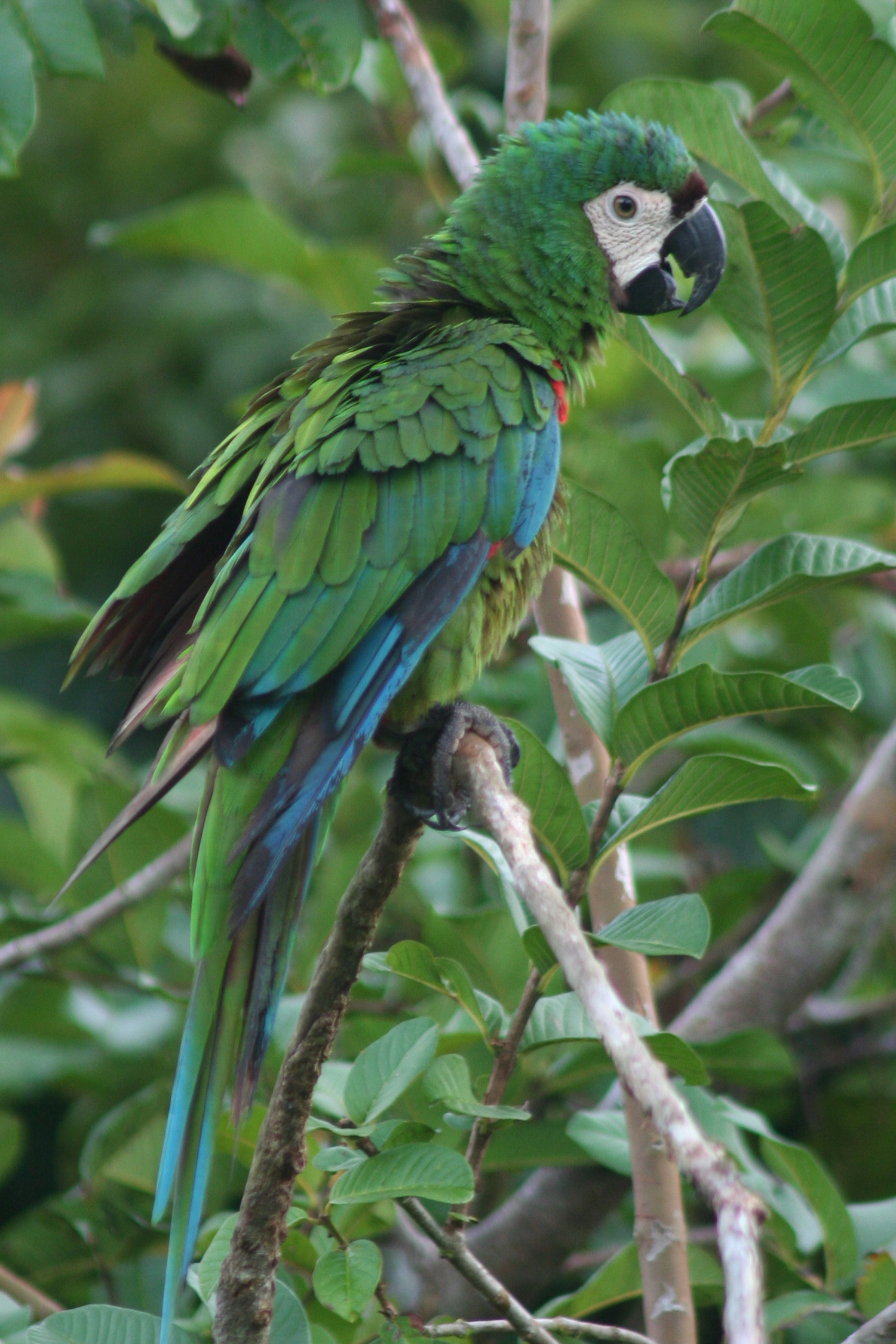
Un ara vert en Colombie.

Cet oiseau présente un plumage vert avec le front marron. Sa face est nue et blanche. Ses épaules sont rouges, tout comme le dessous des ailes et de la queue. Ses rémiges sont bleues. Son bec est noir et ses iris jaunes.
Il mesure environ 46 cm pour une envergure de 76 cm et un poids de 430 g. Il ne présente pas de dimorphisme sexuel.

## Sous-espèces
D'après Alan P. Peterson, il existe deux sous-espèces :
- Ara severus castaneifrons Lafresnaye, 1847 ;
- Ara severus severus (Linnaeus, 1758).

## Habitat et répartition
Son aire s'étend du sud-est du Panama à l'Amazonie et le plateau des Guyanes. Cet oiseau peuple les forêts tropicales et les forêts-galeries longeant les fleuves.

## Comportement
Cet oiseau vit généralement en couples, mais lors de la maturité des mangues, des groupes d'une vingtaine d'individus peuvent se régaler ensemble de ces fruits.

## Alimentation
Il se nourrit entre autres de graines de Cedrela odorata.

## Reproduction

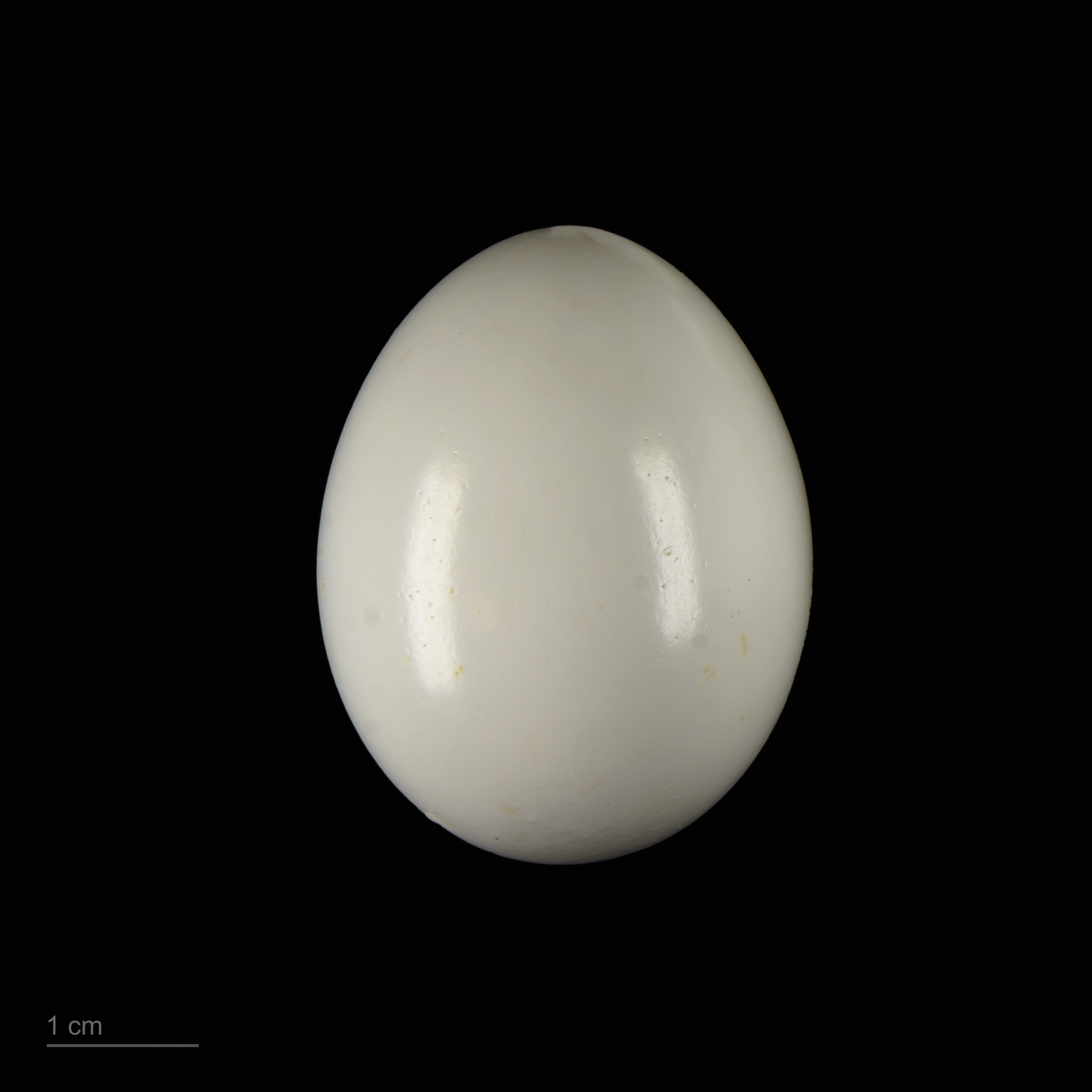
Œuf dAra severus - Muséum de Toulouse

La saison de reproduction commence en février. Le nid est construit dans le creux d'un palmier.

## Captivité
Cet Ara de taille modeste pour le genre est assez populaire en captivité.